# 楽園追放 (マサッチオ)
『楽園追放』（らくえんついほう、伊: Cacciata dei progenitori dall'Eden）は、イタリアの初期ルネサンス期の巨匠、マサッチオによるフレスコ画である。フィレンツェのサンタ・マリア・デル・カルミネ教会の壁面にマサッチオ、マソリーノなどが描いた1425年頃の連作のうちの一つである。それは、エデンの園からのアダムとイヴの追放 (楽園追放)、聖書の創世記第3章に描かれている追放を描いているが、正統な記述とはいくつか相違がある。

## 想定される影響源
マサッチオが引き出した可能性のある多くの影響源が指摘されている。アダムの場合、想定される影響としてマルシュアース多数の彫刻（ギリシャ神話）とドナテッロによって制作された『十字架像』が含まれる。

## 加筆と修復

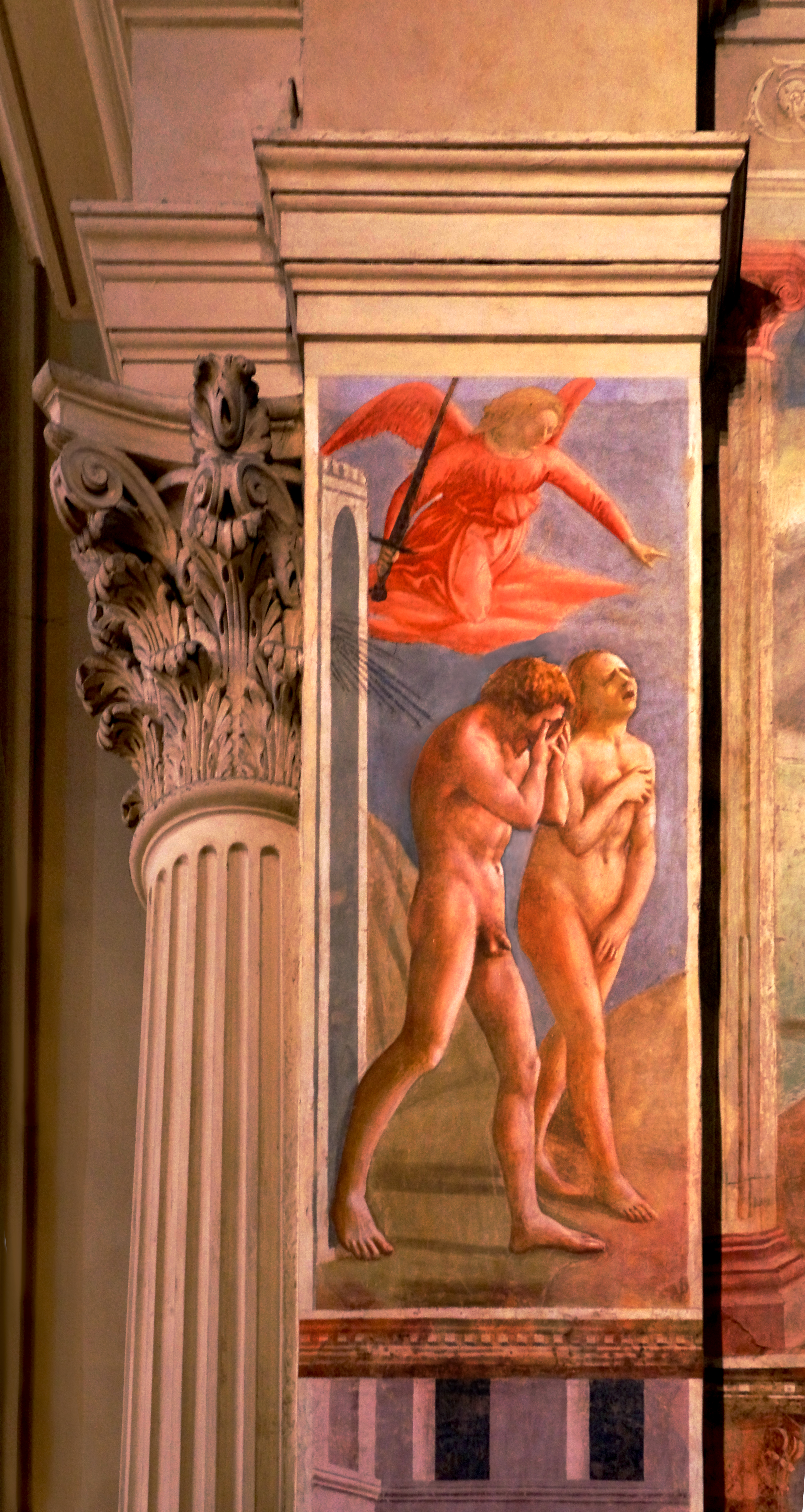
礼拝堂における『楽園追放』の場面

フレスコ画が描かれてから3世紀後、コジモ3世メディチは、同時代の装飾の考えに沿って、人物の性器を隠すためにイチジクの葉を追加するように命じた。この補筆部分は絵画が完全に復元され、洗浄された1980年代に最終的に取り除かれた。

## ミケランジェロへの影響
ミケランジェロの師であったドメニコ・ギルランダイオが宗教的な場面に関する教示をほぼマサッチオのみに頼っていたため、マサッチオは自身より名高いルネッサンスの画家ミケランジェロに大きな影響を与えた。ギルランダイオはまた、マサッチオによって制作されたさまざまなデザインを模倣した。その影響は、システィーナ礼拝堂の天井にあるミケランジェロの『原罪』と『楽園追放』に最もよく表れている。

## 創世記との相違
創世記に登場する記述と本作の相違点：
1. アダムとイヴは裸体で示されている。これは場面の劇的性格を増大させるが、創世記3章21節（欽定訳聖書）が、「またアダムと彼の妻に、神は皮のコートを作り、2人に着せた」という記述とは異なる。
2. 智天使は1人しかいない。創世記3章24節は、「神は男 (アダム) を追放した。そして智天使たちをエデンの園の東に配置した [...]」（「- im」は智天使のヘブライ語 (Cherub) の複数形であり、英語で複数形にされたため二重の複数形になった）。
3. 楽園の入り口に描かれているアーチは、聖書の記述には登場しない。

しかし、芸術家はしばしば工房の伝統に従い、以前に描かれた場面を参照して絵画を描く。他の芸術家の表現力豊かな発明から学び、自身の作品に取り入れるのである。いかなる責任を負う図像学の研究でも、絵画を細部への配慮のみによって評価するとしたら、そして図像学のみが場面を説明できれば十分だと考えるとしたら、浅薄な期待は報われない。
マサッチオがイヴの悲嘆、特に深い心痛を想起させていることにより、これまで考察されていなかった、より個人的なレベルでの追放の意味が探られている。
「第二神殿」(2nd Temple) ユダヤの文節では、アダムは光輝さを持つ者として描写されている（シラク49、＆c.）。いくつかのラビとキリスト教の教父の出典の両方で、「皮膚」を表すヘブライ語の言葉を「光」と読んだ長い伝統があり（2つの単語の間の母音にはわずかな違いが1つしなかない）、セバスチャン・ブロックが示したように、神がアダムとイヴを予め (楽園追放時に) 着衣姿にしていたとする創世記3章21節の言葉はシラ書の伝統で受容されている。ラビの出典では、特に山に登った後のモーセの光輝さに関して、アダムがモーセと比較されることが何度かある。モーセは自身の光輝さを失っていなかったので、その栄光はアダムの栄光よりも大きいと主張する、少なくとも1つの文節がある（Deuteronomy Rabbah 11：3）。創世記ラビ20章12節は、ラビ・メイルが皮膚の代わりに「光」を持った巻物を持っていたと述べている。同じ伝統はシリア人のエフレムにも見られる。シリアのエフレムは、「パラダイス6の賛美歌」で、アダムが罪を犯して失った光輝さをキリストが信心深い者に「着せた」ことについて叙述している。クレタの聖アンドレの聖典は、ユダヤ教の朗詠者をアダムに例え、「私は自分が神によって（服を剥ぎ取られ）、裸になったことに気づいた」と言う。ベーダ・ヴェネラビリスは創世記についての自身の解説の中で、「自分たちの罪によって無垢の光輝さを失ったので、(代わりに) 彼らは言い訳としての衣服を自身のために要求した」。このように「神性、光輝さ、無垢、名誉を剥ぎ取られた」モチーフは、教会でのラテン語、ギリシャ語、およびシリア語の伝統に見られる。芸術家たちが、伝統にまたがるこの非常に古い慣習の中で制作していた可能性は十分にある。

## 以下も参照
- 人間の堕落